# Alessio Foconi
Alessio Foconi (født 22. november 1989) er en italiensk fægter.
Han repræsenterede Italien ved sommer-OL 2020 i Tokyo, hvor han blev elimineret i ottendedelsfinalen. Han var en del af det italienske hold, der vandt sølv i fleuret ved sommer-OL 2024.